# 史氏粘盲鰻
史氏黏盲鳗，为盲鳗科黏盲鳗属的鱼类。分布於中西大西洋的墨西哥灣東北海域，屬深海底棲魚類，棲息深度在水深400至730公尺，本魚鰓孔6個，黏液孔84至92個，體長可達59公分，棲息在泥底質海域，屬肉食性，沒有交配器官，性腺位於腹膜腔內，卵巢位於性腺的前部，睾丸位於性腺的後部，若性腺的顱部發育，則成為雌性；若性腺的尾部發生分化，則成為雄性，生活習性不明。。